# Villanueva del Aceral
Villanueva del Aceral – gmina w Hiszpanii, w prowincji Ávila, w Kastylii i León, o powierzchni 17,57 km². W 2011 roku gmina liczyła 155 mieszkańców.